# Эшбаль
Эшбаль (ивр. אֶשְׁבָּל‎; дословно — «Стахис») — кибуц на севере Израиля, расположенный в Нижней Галилее недалеко от Кармиэля.

## История
Эшбаль основан в 1979 году как поселение Нахаль. В январе 1998 года он превращен в гражданское поселение группой из 30 членов молодёжной группы «Ха-ноар ха-овед ве-ха-ломед». Находится под юрисдикцией регионального совета Мисгава.
С 1998 года в Эшбале располагается Галильская еврейско-арабская школа. Кибуц предлагает разнообразные образовательные программы, включая школу-интернат с проживанием и среднюю школу в Кармиэле. Большинство детей, обучающихся в школе-интернате, являются выходцами из эфиопской иммигрантской общины, которая сталкивается с социальными проблемами из-за сложного процесса абсорбции. Кибуц также проводит программы по работе с общественностью в местных арабских и бедуинских деревнях и организует мероприятия по еврейско-арабскому диалогу.

## Население
По данным Центрального статистического бюро Израиля, население на начало 2020 года составляло 126 человек.